# Redneck Rampage Rides Again
Redneck Rampage Rides Again est un jeu vidéo de tir à la première personne sorti en 1998. Il fut la suite de Redneck Rampage et de Redneck Rampage: Suckin' Grits on Route 66. Ce troisième opus fut le dernier épisode de la trilogie de Redneck Rampage.